# Pitcairnia rondonicola
Pitcairnia rondonicola là một loài thực vật có hoa trong họ Bromeliaceae. Loài này được L.B.Sm. & Read miêu tả khoa học đầu tiên năm 1986.